# Lostwithiel
Lostwithiel (Limba cornică: Lostwydhyel) este un oraș în comitatul Cornwall, regiunea South West, Anglia. Orașul se află în districtul Restormel.